# Parcul Național Narwiański
Parcul Național Narwiański (în poloneză: Narwiański Park Narodowy) este o arie protejată de interes național ce corespunde categoriei a II-a IUCN (parc național) situată în Polonia, pe teritoriul voievodatului Podlasia.

## Localizare
Aria naturală cu o suprafață de 73,50 km2 se află în partea nord-estică a țării și cea central-vestică a voievodatului Podlasia și este străbătută de apele râului Narew.

## Descriere
Parcul Național Narwiański a fost înființat la 1 iulie 1996 și reprezintă o arie naturală în bazinul superior al râului Narew, cu luciu de apă, canale inundabile, mlaștini, meandre, pâlcuri de pădure, pajiști sau stufărișuri; ce adăpostește o mare diversitate de floră și faună specifică zonelor umede. 
Parcul natural include rezervația naturală Narew, arie cu regim strict de protecție.

## Floră și faună
Aria protejată adăpostește 52 de specii de plante vasculare dintre care 33 de specii de plante higrofile (stuf, papură), aproximativ 150 de specii de păsări ouătoare, 33 de specii de mamifere (nevăstuică, dihor, vidră, castor) și insecte (fluture, gărgăriță)

### Specii de păsări

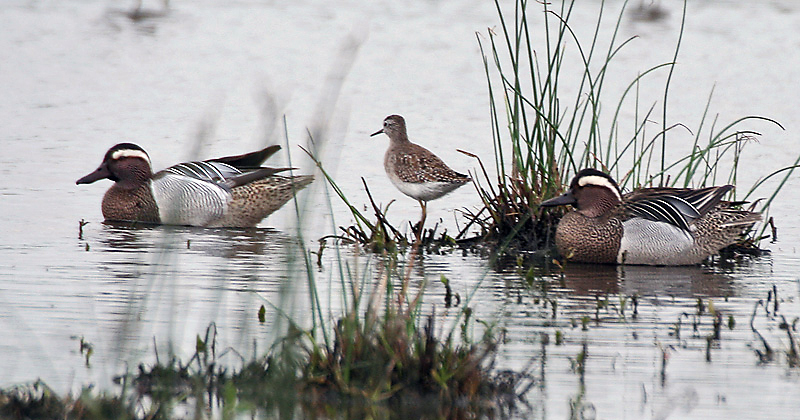
Exemplare din specia de raţă cârâietoare (Anas querquedula)

Dintre păsările semnalate în arealul parcului se pot aminti specii de: vultur codalb (Haliaeetus albicilla), bătăuș (Philomachus pugnax), eretele de stuf (Circus aeruginosus), buhai de baltă (Botaurus stellaris), rață cârâitoare (Anas querquedula), erete sur (Circus pygargus), cristeț pestriț (Porzana porzana) sau pitulive de apă (Acrocephalus paludicola).